# إيرني هير
إيرني هير (بالإنجليزية: Ernie Hare)‏ هو مغني أمريكي، ولد في 16 مارس 1883، وتوفي في 9 مارس 1939 في كوينز في الولايات المتحدة.

## وصلات خارجية
- إيرني هير على موقع IMDb (الإنجليزية)
- إيرني هير على موقع ميوزك برينز (الإنجليزية)
- إيرني هير على موقع قاعدة بيانات برودواي على الإنترنت (الإنجليزية)
- إيرني هير على موقع أول ميوزيك (الإنجليزية)
- إيرني هير على موقع ديسكوغز (الإنجليزية)